# Pingasa furvifrons
Pingasa furvifrons är en fjärilsart som beskrevs av Louis Beethoven Prout 1927. Pingasa furvifrons ingår i släktet Pingasa och familjen mätare. Inga underarter finns listade i Catalogue of Life.